# Ені-Бені
«Ені-Бені» (англ. Eenie Meanie) — майбутній американський трилер про пограбування сценариста та режисера Шона Сіммонса (його дебютний повнометражний фільм). У ролях: Самара Вівінг, Карл Глусман, Рендалл Парк, Стів Зан та Енді Гарсія.

## Синопсис
Еді, колишня водійка, повертається у своє непривабливе минуле, коли колишній роботодавець пропонує шанс врятувати життя її хронічно ненадійного колишнього хлопця.

## Акторський склад
| Актор         | Роль         |
| ------------- | ------------ |
| Самара Вівінг | Еді          |
| Карл Ґлусман  | Джон         |
| Стів Зан      | батько       |
| Енді Гарсія   | Ніко         |
| Рендалл Парк  | Лео          |
| Маршон Лінч   | Перм Волтерс |
| Майк О'Меллі  | Джордж       |
| Кріс Бауер    |              |

## Виробництво
У вересні 2021 року було оголошено, що студія 20th Century Studios придбала права на безіменний трилер, написаний творцем «Вейна» Шоном Сіммонсом, а продюсерами виступили Ретт Різ та Пол Вернік. У липні 2023 року стало відомо, що фільм називатиметься «Eenie Meanie», режисером виступить Сіммонс, а головну роль виконає Самара Вівінг. У березні 2024 року до фільму приєднався Карл Глусман.  Кіанна Саймон та Рендалл Парк приєдналися у квітні 2024 року. Наступного місяця до акторського складу долучилися Енді Гарсія, Джермейн Фаулер, Маршон Лінч, Кріс Бауер, Стів Зан та Майк О'Меллі.
Зйомки фільму розпочалися 24 квітня 2024 року в Клівленді, під робочою назвою «Stickshift», з Тімом Айвзом як оператором. Зйомки також проходили в Лейквуді та Толедо, причому як локація використовувалося казино Hollywood та спричинили об'їзди для автобусних маршрутів 10L та 14 регіонального транспортного управління району Толедо. Зйомки завершилися 29 червня.

## Реліз
Вихід фільму заплановано на 22 серпня 2025 року на Hulu .